# Akite Agnes
Akite Agnes (sinh ngày 19 tháng 3 năm 1983) là một nữ diễn viên hài kịch, diễn viên và MC sự kiện nổi tiếng người Uganda. Cô nổi tiếng với vai Arach trong The Hostel TV Series, nơi cô đóng vai bạn gái và chủ một cửa hàng của Odoch. Cô cũng đã diễn trong Girl From Mparo của UBC trong vai Mama Brian, người hàng xóm tò mò. Phong cách hài kịch của cô phản ánh về các vấn đề hàng ngày phải đối mặt với mọi người khi họ đi về cuộc sống của họ.

## Tuổi thơ và giáo dục
Akite Agnes sinh ngày 19 tháng 3 năm 1983 tại Kampala, Uganda tại Anthony Opio, một kiểm toán viên và Hellen Opio. Cô là đứa con thứ năm trong chín người con. Cô lớn lên ở Kitintale và sau đó là Mutungo, vùng ngoại ô của Campuchia. Cô được nuôi dạy một người Công giáo. Cô ấy đã đến trường tiểu học St. Kizito, Bugolobi cho trường tiểu học của mình, nơi cô ấy đã thực hiện bài kiểm tra sơ cấp (PLE) từ đó và sau đó là về Người phụ nữ tốt bụng của chúng tôi, Gayaza nơi cô học trung học. Cô ấy đã làm bài kiểm tra chứng chỉ tiếng Nhật (UCE) từ Naalya SS, Namugongo. Sau đó, cô đã học xong mức học vấn A trong khuôn viên St. Lawrence Creamland, nơi cô đã thực hiện UACE của mình. Akite Agnes gia nhập Đại học Makerere năm 2003, nơi cô theo đuổi và hoàn thành bằng Cử nhân Nghệ thuật Du lịch.

## Nghề nghiệp

### 2009-2017
Năm 2009, Akite được Anne Kansiime tiếp cận để diễn xuất trong một bộ phim hài truyền hình mới có tên The Hostel sau khi bạn của cô, Pamela đã từ chối. Cô có phần vai Arach, mà không cần thử vai. Đó là khởi đầu trong sự nghiệp diễn xuất của cô. Hostel là một Series rất nổi tiếng ở Uganda, ban đầu được chiếu trên NTV và sau đó, cũng được chiếu trên DSTV. Cô đã diễn xuất trong ba mùa và sau đó rời khỏi trường quay vào năm 2012 khi cô chuẩn bị sinh đứa con thứ hai, Brianna.
Vào năm 2014, cô đã ra mắt vở hài kịch nổi bật của mình với một nhóm có tên The Punchliners sau khi được Anne Kansiime và Daniel Omara thuyết phục để thử sức với hài kịch. Sau đó, cô tham gia Comedy Files. Vào năm 2015, Akite Agnes là một phần của Nữ hoàng hài kịch Uganda vs Kings of Comedy Rwanda ở Kigali.